# Sunny Demedy
Sunny Demedy, née le 16 juin 1973 à Bordeaux, est une cavalière d'endurance française.
Championne du monde par équipe et médaille de bronze en individuel en 2002, elle est vainqueur en 2005 du Catus-Bahrein Ride.